# Georg Zenker (Fußballspieler)
Georg Zenker (* 3. März 1921; † 3. Januar 1975) war ein deutscher Fußballspieler. Zwischen 1949 und 1956 spielte er in Leipzig für die ZSG Industrie, BSG Chemie und den SC Lokomotive in der DDR-Oberliga. 1951 wurde er mit Chemie Leipzig DDR-Meister.

## Karriere
Als im März 1949 mehrere nach dem Zweiten Weltkrieg entstandene provisorische Leipziger Sportgemeinschaften zur ZSG Industrie Leipzig zusammengefasst wurden, gehörte zum neuen Aufgebot der Fußballsektion der 28-jährige Georg Zenker. Er kam jedoch in der laufenden Saison 1948/49 nicht mehr zum Einsatz. Auch 1949/50, als die ZSG die erste Saison der neuen Oberliga des Deutschen Sportausschusses (später DDR-Oberliga) bestritt, kam Zenker nur am 16. und 18. Spieltag als Stürmer zum Einsatz. Mit seinen drei Toren machte er jedoch auf seine Torjägerqualitäten aufmerksam. In die Saison 1950/51 starteten die Leipziger unter der neuen Bezeichnung BSG Chemie und gewannen am Ende die DDR-Meisterschaft. Zenker kam erst nach dem 11. Spieltag in die Mannschaft, etablierte sich dann aber mit 17 Einsätzen und fünf Toren noch als Mittelstürmer der Meistermannschaft. Außerdem absolvierte er noch drei Spiele im DDR-Fußballpokal. Bis zum Sommer 1954 bestritt Zenker insgesamt 88 Oberligaspiele, in denen er 16 Tore erzielte.
Anschließend wurde die Oberligamannschaft der BSG Chemie vom neu gegründeten SC Lokomotive Leipzig übernommen. Mit dem neuen Sportklub spielte Zenker noch bis zum Ende der Saison 1956. 1954/55 spielte er noch als zentraler, danach als rechter Verteidiger. In selbiger Saison, am 3. Februar 1955, nahm Zenker in der Deutschen Sporthalle in der Berliner Stalinallee vom Stellvertreter des Vorsitzenden des Ministerrats, Walter Ulbricht, die staatliche Auszeichnung Meister des Sports entgegen und war somit einer von elf Fußballspielern der DDR, die an jenem Tag diese Ehrung erhielten. In den drei Spielzeiten mit dem SC Lok kam er noch zu 41 Oberligaeinsätzen, 1956 waren es allerdings für den nun 35-Jährigen nur noch vier Spiele in der Oberliga und ein Pokalspiel.

### Nationalmannschaft
Am 26. September 1954 bestritt Zenker als linker Verteidiger ein Länderspiel mit der B-Nationalmannschaft in Polen (2:1). 

## Auszeichnungen
- Meister des Sports: 1955